# Torneo Interbritannico 1888
Il Torneo Interbritannico 1888 fu la quinta edizione del torneo di calcio conteso tra le Home Nations dell'arcipelago britannico. Il torneo fu vinto dalla nazionale inglese.

## Risultati
| Data            | Luogo     | Squadra 1   | Risultato | Squadra 2   |
| --------------- | --------- | ----------- | --------- | ----------- |
| 4 febbraio 1888 | Crewe     | Inghilterra | 5 - 1     | Galles      |
| 3 marzo 1888    | Wrexham   | Galles      | 11 - 0    | Irlanda     |
| 10 marzo 1888   | Edimburgo | Scozia      | 5 - 1     | Galles      |
| 17 marzo 1888   | Glasgow   | Scozia      | 0 - 5     | Inghilterra |
| 24 marzo 1888   | Belfast   | Irlanda     | 2 - 10    | Scozia      |
| 7 aprile 1888   | Belfast   | Irlanda     | 1 - 5     | Inghilterra |

## Classifica
| Pos | Squadra     | Pti | G | V | N | P | GF | GS |
| --- | ----------- | --- | - | - | - | - | -- | -- |
| 1   | Inghilterra | 6   | 3 | 3 | 0 | 0 | 15 | 2  |
| 2   | Scozia      | 4   | 3 | 2 | 0 | 1 | 15 | 8  |
| 3   | Galles      | 2   | 3 | 1 | 0 | 2 | 13 | 10 |
| 4   | Irlanda     | 0   | 3 | 0 | 0 | 3 | 3  | 26 |

## Vincitore
| Campione 1888 Inghilterra 2º titolo |